# Сумах (специя)
Сума́х — пряность из молотых ягод одного из видов сумаха (сумах дубильный, Rhus coriaria). Обладает красновато-бордовым цветом и кислым вкусом (за это сумах иногда называют «уксусным деревом»).
Название происходит от сирийского слова, означающего красный цвет (по цвету плодов). Слово попало в арабский, средневековый французский и другие языки.
Пряность производят из измельчённых плодов растения. Иногда порошок вымачивают, и используют вместо лимонного сока, уксуса или тамаринда.
Применяется в турецкой и левантийской кухнях для заправки салатов, на Кавказе.